# Lipomyelomeningocele
Lipomyelomeningocele (lipommc), fettryggmärgsbråck, är en ovanlig form av ryggmärgsbråck som är medfödd. Barnen föds med en fettumör på ryggen där nerverna från ryggmärgskanalen är involverade. Ryggmärgen har inte slutits under fosterstadiets dag 14-28. Skadan avgörs utifrån var på ryggraden slutningsdefekten uppkommit. Vanligast är svanskota och ländkota.
Skillnaden mellan lipommc och vanligt mmc (ryggmärgsbråck) är att de drabbade oftast slipper få vattenskalle men däremot har större problem med urin och avföring. De har också större problem med svårläkta sår.

## Vanliga följdsjukdomar
- Muskelsvaghet
- Förlamning nedan bråcknivån
- Urininkontinens
- Avföringsinkontinens
- Neurogen tarm och blåsa
- Reflux
- Trofiska sår
- Vattenskalle - ovanligt
- Fistel
- Problem med minne
- Fjättrad ryggmärg
- Känselbortfall